# Walter Sköldefors
Valter (Walter) Gustav Sköldefors, född 3 januari 1942 i Brännkyrka församling i Stockholms stad, död 10 augusti 2022 i Strängnäs domkyrkodistrikt i Södermanlands län, var en svensk ämbetsman och näringslivsperson.

## Biografi
Sköldefors avlade civilekonomexamen vid Handelshögskolan i Stockholm 1967. Han var departementssekreterare på Handelsdepartementet 1970–1975. Åren 1975–1981 tjänstgjorde han vid Statens pris- och kartellnämnd: som avdelningsdirektör 1975–1976, som byråchef 1976–1977 och som avdelningschef 1977–1981. Han var avdelningschef vid Överstyrelsen för ekonomiskt försvar 1981–1986 och planeringschef vid Överstyrelsen för civil beredskap 1986–1990.
Åren 1990–1992 var Sköldefors näringspolitisk chef vid Sveriges Köpmannaförbund, varefter han från 1992 var vice verkställande direktör. Han var näringspolitisk chef och vice verkställande direktör vid Svensk Handel 1999–2004.
Sköldefors invaldes som ledamot av Kungliga Krigsvetenskapsakademien 1987.
Walter Sköldefors var son till direktör Gustaf Sköldefors och dennes hustru Vera. Han gifte sig 1967 med Maud (född 1935) och de fick tre barn. Han är gravsatt i minneslunden på Södra kyrkogården i Strängnäs.